# Síndrome de Goodpasture
Síndrome de Goodpasture, Doença de Goodpasture ou doença dos anticorpos anti-membrana basal glomerular (anti-MBG) é uma rara doença autoimune caracterizada por rápida destruição dos rins e hemorragia dos pulmões. É desencadeada quando o próprio sistema imune ataca uma subunidade do colágeno tipo IV, conhecida como antígeno Goodpasture (uma reação de hipersensibilidade do tipo II), que é encontrado no rim e no pulmão.
Afeta um em um milhão de habitantes por ano, sendo mais comum entre descendentes de europeus e asiáticos, entre os 20 e 30 anos ou entre os 60 e 70 anos e entre homens.
A doença recebe o nome em homenagem ao patologista norte-americano Dr. Ernest Goodpasture, que em 1919 descreveu pela primeira vez a doença.

## Causas
Assim como outras condições autoimunes, os anticorpos anti-MBG resultam de um gatilho ambiental em pessoa com susceptibilidade genética. O antígeno leucocitário humano (HLA) serotipo HLA-DR15 foi fortemente associado com a doença de Goodpasture. Começa com um irritante da vasculatura pulmonar que produz a exposição dos capilares alveolares aos anticorpos anti-GBM. Os fatores ambientais que podem desencadear esse anticorpo incluem :
- Exposição a solventes orgânicos ou hidrocarbonetos
- Cigarros
- Infecção pulmonar (por exemplo, influenza A2)
- Inalação de cocaína
- Exposição a poeiras metálicas
- Terapia de depleção de linfócitos, como o alemtuzumab
- Litotripsia extracorpórea

## Sinais e sintomas
Os primeiros sinais da síndrome de Goodpasture podem incluir:
- Fadiga e fraqueza;
- Náusea e vomito;
- Pele pálida;
- Tosse que piora progressivamente.

Conforme as membranas pulmonares são destruídas aparece:
- Falta de ar;
- Tosse com sangue;
- Dor no peito;
- Desequilíbrio eletrolítico (hipercarbia, por exemplo).

Conforme as membranas renais são destruídas aparece:
- Sangue na urina;
- Proteína na urina;
- Inchaço das pernas e braços;
- Altas quantidades de ureia no sangue;
- Pressão arterial elevada;
- Desequilíbrio eletrolítico (hipercalemia, por exemplo).

## Diagnóstico
Após uma entrevista que gere suspeita de insuficiência renal e respiratória deve-se pedir exames da função renal e radiografia do tórax. O diagnóstico é garantido quando um sedimento de biópsia de rim e um de pulmão são analisados sob microscópio e os anticorpos anti membrana basal glomerular são comprovados. 

## Tratamento
O tratamento geralmente começa com ventilação com máscara de oxigênio, regulando a pressão arterial e medindo a função renal. A produção dos anticorpos anti-MBG pode ser bloqueada através de medicamentos imunossupressores como ciclofosfamida com altas doses de prednisona). O tratamento com corticoesteroides orais pode durar de 6 a 12 meses.
Através de plasmaferese os anticorpos são removidos do corpo e com da adsorção imune eles podem ser filtrados. O plasma sanguíneo filtrado é novamente reinfundido, maneira pela qual uma grande quantidade de sangue pode ser limpa, melhorando o bem estar geral do paciente. É importante citar, que dessa maneira diversas imunidades adquiridas são perdida e re-vacinação será necessária. A plasmaférese é feita diariamente durante várias semanas. As recidivas são raras.
A mortalidade pode ser diminuída de 90% para menos de 20% com essa terapia. No entanto, ela pode causar em pacientes uma produção de anticorpos aumentada, o que é conhecido como efeito rebote. Uma insuficiência renal grave pode exigir diálise por largo prazo e transplante de rim. Sem transplante e com sangrado pulmonar a sobrevivência média era de 5,9 anos após o aparecimento dos sintomas.